# غلة داري غلام زرين (هشيوار)
غلة داري غلام زرین (بالإنجليزية: Galeh-ye Dary Gholam Zarin)‏ هي قرية تقع في إيران في فارس.